# Augusta Pretòria

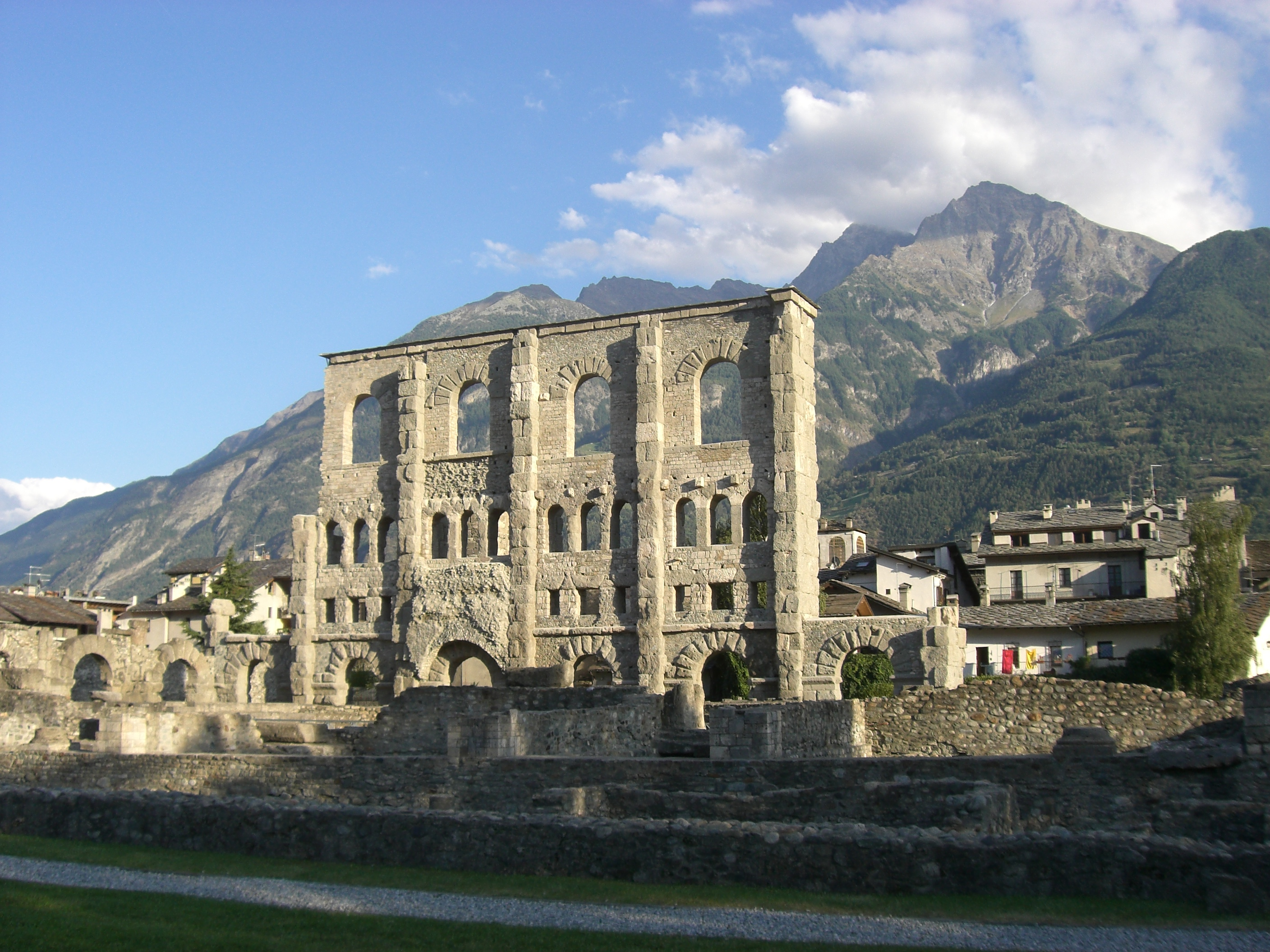
Teatre romà.

Augusta Pretòria (llatí: Augusta Praetoria grec antic: Αὐγούστα Πραιτωρία) va ser una ciutat de la Gàl·lia Cisalpina al territori dels salasses, al peu dels Alps, avui Aosta.

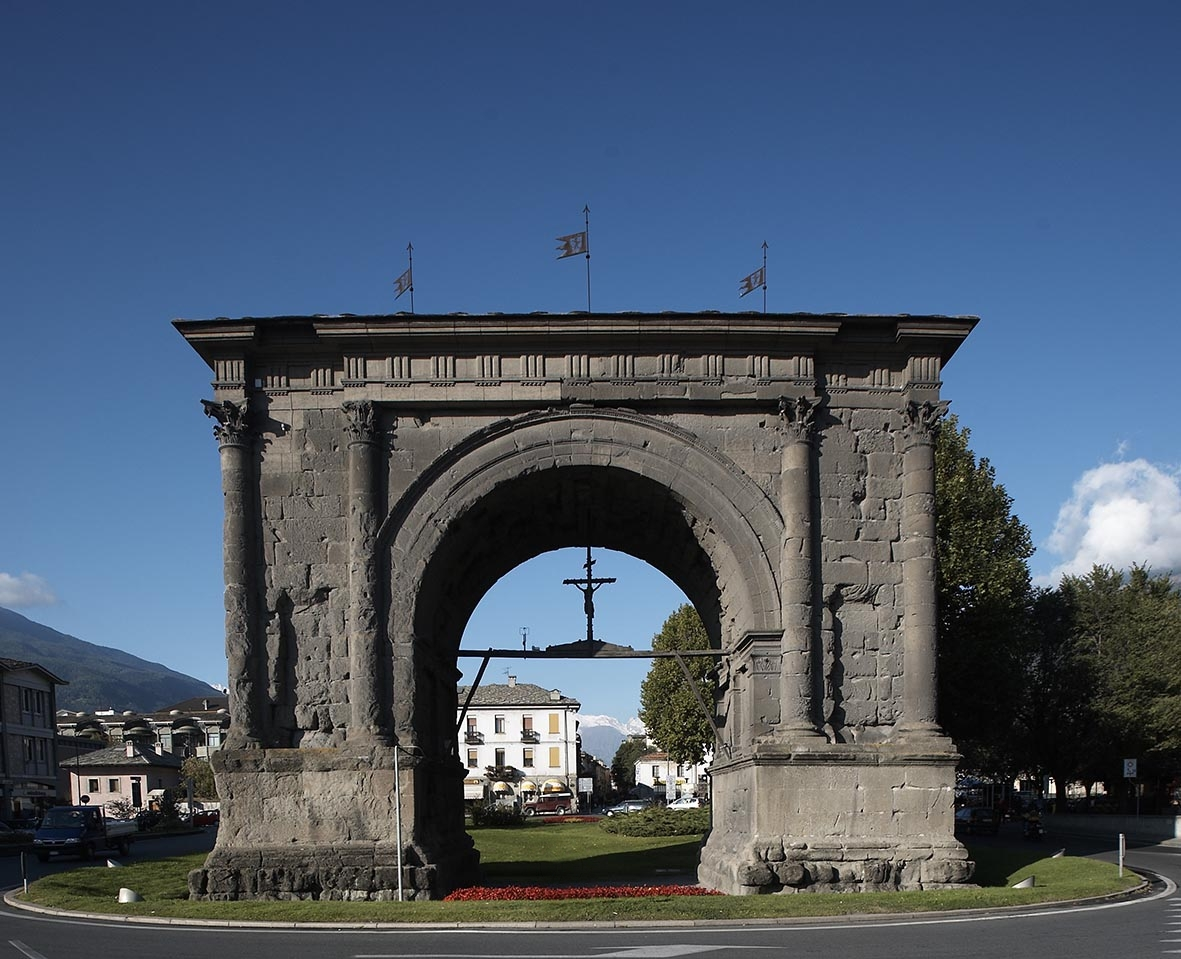
Arc de triomf d'August.

Va ser una colònia romana fundada per August després que Aulus Terenci Varró Murena hagués sotmès als salassis. S'hi van establir tres mil colons veterans de les legions. Per la seva situació estratègica aviat va ser la capital regional de la vall del Duria (avui Vall d'Aosta), segons diu Estrabó. Segons Plini el Vell era l'extrem nord d'Itàlia.

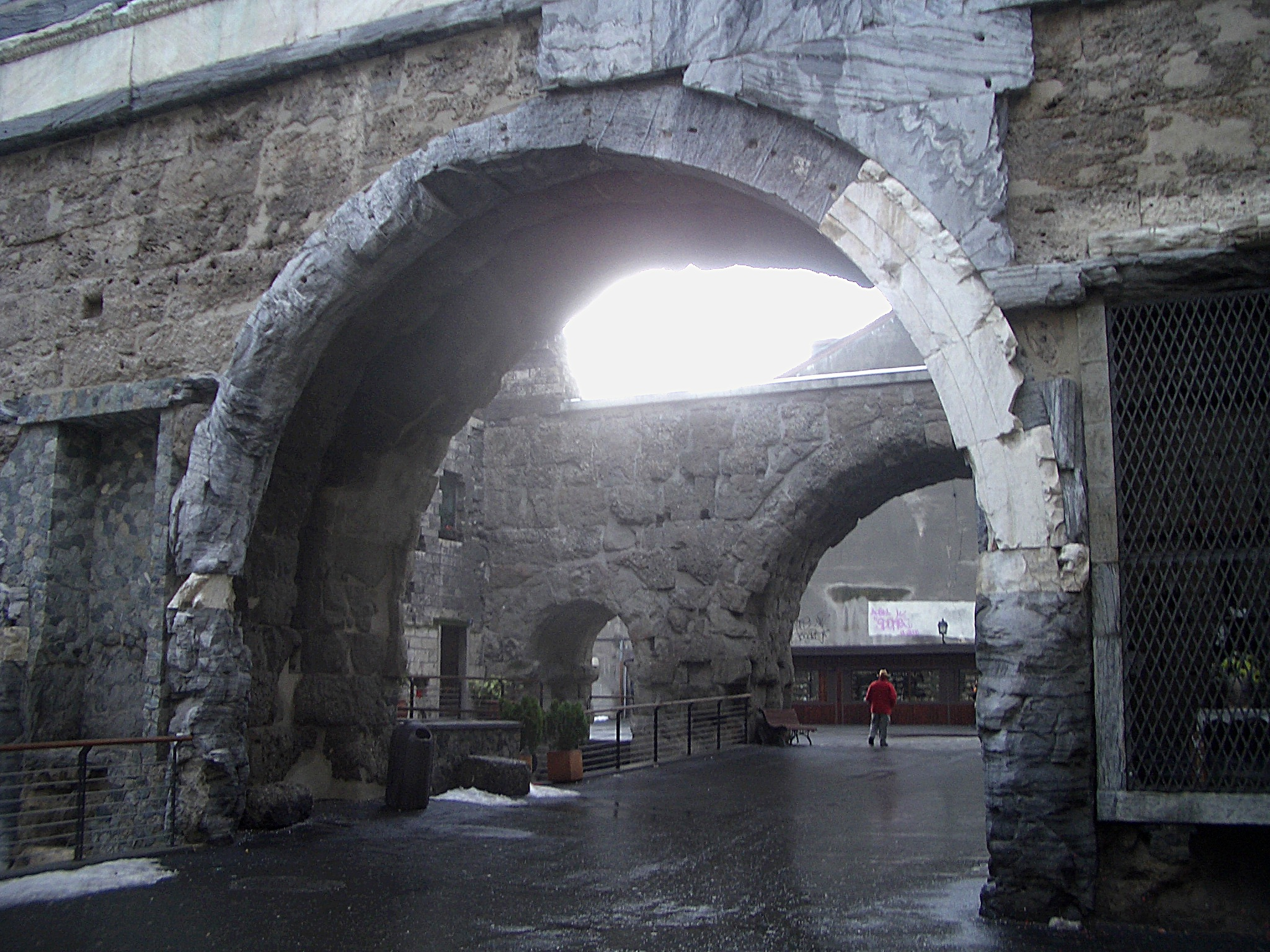
Porta Praetoria.

Havia de tenir una certa importancia per les restes que n'han quedat. Es conserva un arc triomfal, una porta i un pont, així com unes restes d'un teatre i d'un amfiteatre.